# Suctobelbata aomoriensis
Suctobelbata aomoriensis är en kvalsterart som först beskrevs av K. Fujikawa 2004.  Suctobelbata aomoriensis ingår i släktet Suctobelbata och familjen Suctobelbidae. Inga underarter finns listade i Catalogue of Life.